# Île du Moulin (Saône)
Pour les articles homonymes, voir Île du Moulin.
L'île du Moulin est une île située sur la Saône appartenant à la commune de Port-sur-Saône.

## Description
Elle s'étend sur un peu plus de 1 km de longueur pour une largeur atteignant au maximum 240 m de largeur. Elle contient une partie des habitations de Port-sur-Saône, l'ancien octroi et l'ancien moulin.